# Maria Marighella
Maria Fernandes Marighella (Salvador, 16 de janeiro de 1976) é uma atriz e política brasileira. Foi eleita vereadora no município de Salvador em 2020, mas se licenciou do cargo para assumir a presidência da Funarte. É também conhecida por ser neta do guerrilheiro Carlos Marighella, de quem herda o sobrenome.
É graduada em artes cênicas pela Universidade Federal da Bahia e, antes da vereança, foi Coordenadora de Teatro da Fundação Cultural do Estado da Bahia (Funceb), Coordenadora de Teatro da Funarte (que hoje preside) e Diretora de Espaços Culturais da Secretaria de Cultura do Estado da Bahia.

## Biografia e carreira pública
Maria Marighella nasceu em Salvador no auge da ditadura comandada por Ernesto Geisel, sete anos depois do assassinato do avô Carlos Marighella pelo regime em São Paulo e quando seu pai, Carlinhos, estava detido pela Operação Radar, que prendeu integrantes do Partido Comunista.
Formou-se em artes cênicas na Universidade Federal da Bahia em 1999 e atua no ramo desde então. Ingressou na gestão pública em 2012, assumindo a Coordenadoria de Teatro da Fundação Cultural do Estado da Bahia (Funceb). Em junho de 2015, assume a Coordenadoria de Teatro da Funarte, onde permaneceu até a deposição da presidente Dilma Rousseff. Depois disso, volta a trabalhar no governo do Estado da Bahia como Assessora Especial da Secretaria de Cultura do Estado da Bahia até abril de 2020, onde contribuiu para a construção da Lei Aldir Blanc.
Em um dos seus trabalhos artísticos mais conhecidos, Maria Marighella interpretou sua própria avó, Elza Sento Sé, no filme Marighella, cinebiografia do seu avô lançada em 2019 e dirigida por Wagner Moura.

## Carreira política
A carreira política de Maria Marighella é pautada na defesa do direito à cultura e à infância, no feminismo, no antirracismo, no combate às discriminações sexuais e de gênero, no ambientalismo, na defesa da ecologia urbana e na luta por memória, verdade e justiça.
Em 2020, funda o movimento Manifesta ColetivA como um "movimento de ocupação da política institucional" e se filia ao Partido dos Trabalhadores, visando se candidatar a vereadora de Salvador. Foi eleita com 4.837 votos. Na vereança, exercendo "um mandato em coletivA", dentre as leis que conseguiu aprovar, estão as que incluíram no Calendário da Cidade o mês Maio Furta-Cor e o dia da Dignidade Menstrual, a lei que institui o Programa de Assistência Técnica Pública e Gratuita para Cooperativas e Associações e a lei Padre Julio Lancellotti. Além disso, assumiu a direção do Centro de Cultura da Câmara Municipal de Salvador e instalou a Frente Parlamentar Mista Ambientalista.
Nas eleições de 2022, candidata-se a deputada federal pelo mesmo partido, obtendo 53.364 votos e alcançando a quarta suplência. O desempenho de candidatos como Maria Marighella e Vilma Reis foi notável pela relação voto/investimento: Marighella, recebendo pouco mais de 900 mil reais do fundo eleitoral do PT para a campanha, conseguiu mais votos que nomes como Marta Rodrigues e Denice Santiago, que receberam mais de um milhão e 700 mil reais cada.
Com a posse do presidente Lula em 2023 e a subsequente indicação de Margareth Menezes para a chefia do Ministério da Cultura, Maria Marighella é indicada como nova presidenta da Fundação Nacional de Artes em 3 de janeiro do mesmo ano, sendo a primeira mulher nordestina a exercer o cargo. É empossada em 2 de março, licenciando-se da Câmara Municipal de Salvador. Marighella, ao assumir a presidência da fundação, teve como principal objetivo, junto ao então recém reformulado Ministério da Cultura, a reconstrução das políticas públicas culturais desmontadas no governo Jair Bolsonaro.
Nas eleições dos Conselhos Tutelares de 2023, a Manifesta ColetivA consegue eleger a candidata Mianga Gavião com o apoio direto de Marighella. Gavião foi a mais votada do CT15, com 3.514 votos.
Nas eleições municipais de 2024, Maria Marighella chegou a ser cotada como candidata à prefeitura de Salvador, onde indicava estar disposta a concorrer no pleito. Seu partido, no entanto, optou pelo apoio à candidatura do vice-governador Geraldo Júnior, do MDB, indicando na chapa a vice Fabya Reis, então secretária estadual de assistência e desenvolvimento social. Geraldo Júnior ficou em terceiro lugar na disputa, tendo sua candidatura criticada por diversas correntes progressistas, que entendiam que o vice-governador não representava a esquerda da cidade. Marighella decidiu não concorrer à reeleição para vereadora, compromissada com o que vinha desempenhando frente à Funarte, e apoiou a candidatura de Mianga Gavião para a Câmara Municipal de Salvador, que recebeu 2.104 votos e não foi eleita.

## Desempenho em eleições
| Ano  | Eleição               | Partido | Cargo            | Votos          | Resultado                |
| ---- | --------------------- | ------- | ---------------- | -------------- | ------------------------ |
| 2020 | Municipal de Salvador | PT      | Vereadora        | 4.837 (0,40%)  | Eleita                   |
| 2022 | Estadual da Bahia     | PT      | Deputada federal | 53.364 (0,67%) | Não eleita (4ª suplente) |